# Бен Е. Кинг
Бенџамин Ерл Нелсон, познатији као Бенџамин Ерл Кинг (28. септембар 1938 — 30. април 2015) био је амерички соул и ритам и блуз певач и музички продуцент. Можда је најпознатији као певач и сукомпозитор песме en — једне од топ 10 хитова у САД, 1961, а касније и 1986. године (када је коришћена као тема за en и хит број један у УК 1987. год., као и бр. 25 на АУДК-овом списку en — и као један од главних, водећих певача ритам и блуз вокалне групе en, посебно певајући водеће вокале једног од њихових највећих глобалних хитова (и јединог америчког хита бр. 1) — en.